# Trischidium racemulosum
Trischidium racemulosum là một loài thực vật có hoa trong họ Đậu. Loài này được (Huber) H.E. Ireland mô tả khoa học đầu tiên năm 2007.